# 326 a. C.
El año 326 a. C. fue un año del calendario romano prejuliano. En el Imperio romano se conocía como el Año del Consulado de Visolo y Cursor (o menos frecuentemente, año 428 Ab urbe condita).

## Acontecimientos
- Batalla del Hidaspes entre Alejandro Magno y el rey Poros.
- Es sancionada una ley romana que prohíbe la esclavitud por deudas. Favorece, sobre todo, a los campesinos.[1]
- Se abolió la figura del Nexum por la Lex Poetelia Papiria, durante el tercer consulado de Caius Poetelius Libo Visolus.

## Fallecimientos
- Bucéfalo, el caballo de Alejandro Magno, en la Batalla del Hidaspes.
- Coeno, un general de Alejandro Magno